# 巴列斯镇
巴列斯镇是西班牙卡斯蒂利亚-拉曼恰瓜达拉哈拉省的一个市镇。总面积28平方公里，总人口76人（2001年），人口密度3人/平方公里。